# Argyrobrithes crinitus
Argyrobrithes crinitus är en tvåvingeart som beskrevs av Lindner 1972. Argyrobrithes crinitus ingår i släktet Argyrobrithes och familjen vapenflugor.
Artens utbredningsområde är Etiopien. Inga underarter finns listade i Catalogue of Life.